# Franco Lievore
Franco Lievore (Barzanò, 14 marzo 1949 – Barzanò, 2 giugno 2003) è stato un calciatore italiano, di ruolo difensore.
È morto nel 2003 all'età di 54 anni. A Barzanò, alla sua memoria, viene organizzato un Torneo calcistico giovanile.

## Caratteristiche tecniche
È stato un difensore centrale o terzino.

## Carriera
Cresce nel Monza e, dopo una parentesi nel Seregno in Serie C, torna al Monza dove diviene titolare in Serie B. Retrocesso con il Monza, nel novembre del 1973 approda alla SPAL sempre in Serie B, squadra in cui gioca per sette stagioni. Nel 1980 passa alla Centese in Serie D dove conclude la sua carriera.
Ha giocato 142 partite in Serie B realizzando 2 reti e 48 partite in Serie C con 2 reti.

## Palmarès

### Club

#### Competizioni nazionali
- Coppa Italia Semiprofessionisti: 1

Monza: 1973-1974
- Campionato italiano Serie C: 1

SPAL: 1977-1978 (girone B)